# Новодмитровка (Бериславский район)
Новодмитровка (укр. Новодмитрівка) — село в Великоалександровской поселковой общине Бериславского района Херсонской области Украины.
Почтовый индекс — 74115. Телефонный код — 5532. Код КОАТУУ — 6520983001.

## Население
Население по переписи 2001 года составляло 1075 человек.

### Языковой состав
Родной язык населения по данным переписи 2001 года:
| Язык       | Численность, чел. | Доля     |
| ---------- | ----------------- | -------- |
| Украинский | 1 009             | 93,86 %  |
| Русский    | 35                | 3,26 %   |
| Армянский  | 24                | 2,23 %   |
| Другое     | 7                 | 0,65 %   |
| Итого      | 1 075             | 100,00 % |

## Местный совет
74115, Херсонская обл., Великоалександровский р-н, с. Новодмитровка, ул. Ленина, 23